# Neohaematopinus rupestis
Neohaematopinus rupestis är en insektsart som beskrevs av Chin 1985. Neohaematopinus rupestis ingår i släktet Neohaematopinus och familjen ledlöss. Inga underarter finns listade i Catalogue of Life.